# Río Miera
Le Rio Miera est un fleuve du nord de l'Espagne qui traverse, du sud au nord, la Cantabrie sur une longueur de 41 km avant de se jeter dans la mer Cantabrique. Il se jette en mer par la ría de Cubas (es).
Le Río Miera forme un bassin versant de 295 km2. Il prend naissance au pied du mont Castro Valnera.